# Scotodonta tenebrosa
Scotodonta tenebrosa är en fjärilsart som beskrevs av Moore 1866. Scotodonta tenebrosa ingår i släktet Scotodonta och familjen tandspinnare. Inga underarter finns listade.